# Derobrachus geminatus
Derobrachus geminatus là một loài bọ cánh cứng trong họ Cerambycidae.